# Бартлі (Західна Вірджинія)
Бартлі (англ. Bartley) — переписна місцевість (CDP) в США, в окрузі Мак-Дауелл штату Західна Вірджинія. Населення — 146 осіб (2020).

## Географія
Бартлі розташоване за координатами 37°20′5″ пн. ш. 81°44′4″ зх. д. / 37.33472° пн. ш. 81.73444° зх. д. (37.334827, -81.734364).  За даними Бюро перепису населення США в 2010 році переписна місцевість мала площу 2,99 км², з яких 2,96 км² — суходіл та 0,04 км² — водойми.

## Демографія
Згідно з переписом 2010 року, у переписній місцевості мешкали 224 особи в 90 домогосподарствах у складі 65 родин. Густота населення становила 75 осіб/км².  Було 107 помешкань (36/км²).
Расовий склад населення:
| - 100,0 % — білих |

До двох чи більше рас належало 0,0 %. Частка іспаномовних становила 1,3 % від усіх жителів.
За віковим діапазоном населення розподілялося таким чином: 21,0 % — особи молодші 18 років, 64,7 % — особи у віці 18—64 років, 14,3 % — особи у віці 65 років та старші. Медіана віку мешканця становила 41,3 року. На 100 осіб жіночої статі у переписній місцевості припадало 113,3 чоловіків;  на 100 жінок у віці від 18 років та старших — 103,4 чоловіків також старших 18 років.
Середній дохід на одне домашнє господарство  становив 24 336 доларів США (медіана — 22 895), а середній дохід на одну сім'ю — 24 336 доларів (медіана — 22 895). За межею бідності перебувало 40,0 % осіб, у тому числі 54,3 % дітей у віці до 18 років та 0,0 % осіб у віці 65 років та старших.
Цивільне працевлаштоване населення становило 107 осіб. Основні галузі зайнятості: роздрібна торгівля — 54,2 %, освіта, охорона здоров'я та соціальна допомога — 28,0 %, публічна адміністрація — 17,8 %.